# Statue de Charles-Félix
Le Monument à Charles-Félix de Sardaigne, ou Monument à Carlo Felice, situé à Nice dans le square Guynemer (anciennement place Bellevue jusqu'en 1919) et dominant le port Lympia, érigé en 1828 ou en 1829, est l'œuvre d'un sculpteur non identifié d'après un dessin de Paul-Émile Barberi[réf. nécessaire].

## Description
Le roi Charles-Félix de Savoie est représenté en costume du XVIe siècle. Son doigt est tendu vers le port. À ses pieds est flanqué un aigle, symbole de la ville, portant une croix de Savoie sur son poitrail. Le monument a été élevé à l'aide d'une souscription publique. Les armateurs et négociants de la ville voulaient, par ce monument, remercier le roi d'avoir confirmé les privilèges du port franc.
La statue a été érigée sous le règne du roi. C'est le seul souverain de la maison de Savoie honoré par une statue à Nice.
La statue a été endommagée — notamment amputée de l'index pointant vers le port — à la suite de violentes émeutes lorsque la ville a perdu son statut de port franc en 1851-1853.
Le piédestal du monument porte l’inscription latine suivante :
REGI CAROLO FELICI (Au roi Charles-Félix)

R VICT AMED F (fils du roi Victor-Amédée)

R CAR EMMAN N (petit-fils du roi Charles-Emmanuel)

OPTIMO ET PROVIDENTISS PRINCIPI (le meilleur et le plus attentionné des princes)

## Galerie

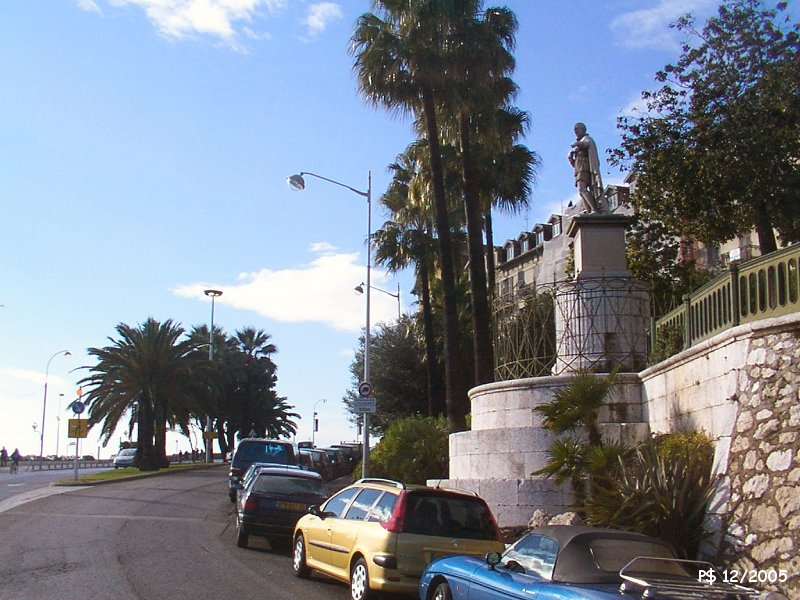
Le square Guynemer à droite, vu du quai Lunel.
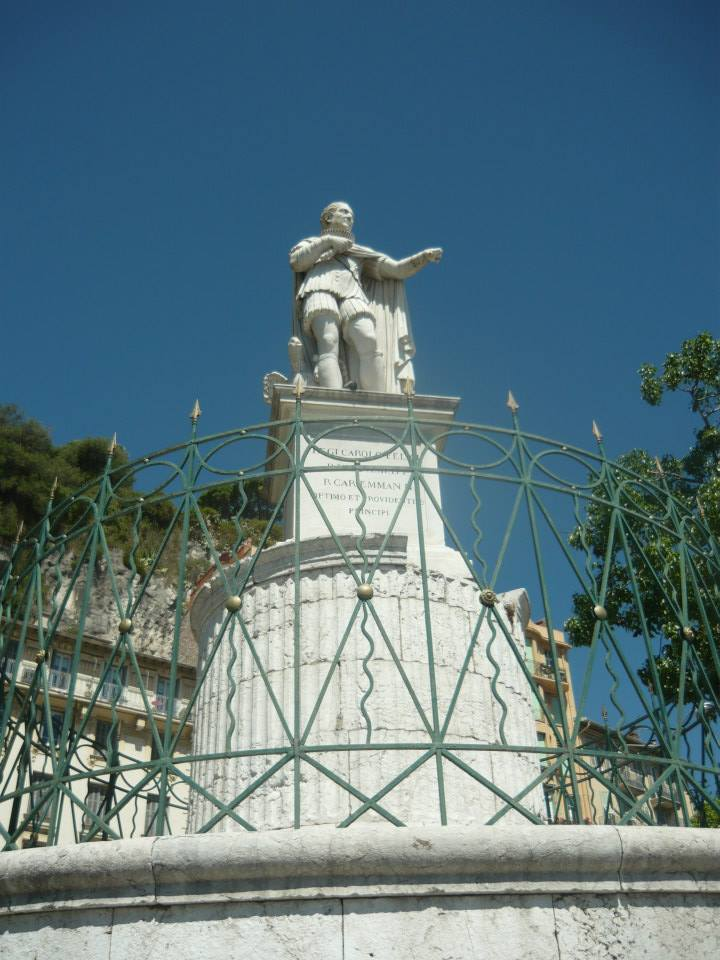
Vue d'ensemble.
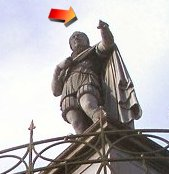
L'index mutilé.